# Susanne Weckerle

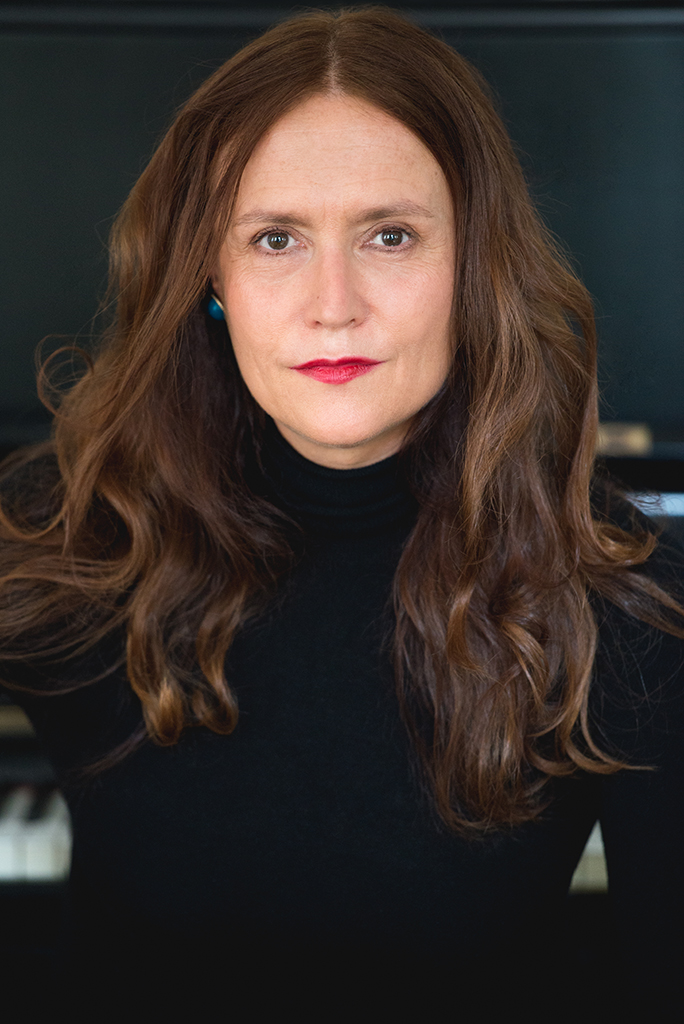
Susanne Weckerle

Susanne Weckerle (* 1963 in Hamburg) ist eine deutsche Schauspielerin.

## Leben
Nach ihrem Schauspielstudium an der Universität der Künste Berlin war sie am Theater der Freien Volksbühne Berlin und am Theater am Turm in Frankfurt engagiert. Festengagements führten sie an das Schauspiel Graz, an das Nationaltheater Mannheim und an die Württembergische Landesbühne in Esslingen. Sie gastierte am Schauspiel Hannover, bei den Salzburger Festspielen, am Landestheater Tübingen, am Staatstheater Stuttgart am Theater Ulm und am Theater Rampe in Stuttgart. Prägend waren die Regisseure Volker Lösch, Carlos Manuel, Alejandro Quintana, Olga Wildgruber, Sandrine Hutinet und Sewan Latchinian sowie Lutz Graf, Markus Dietz, Martin Kušej, Hans Kresnik und Franz Wittenbrink.
Seit 2016 gehört sie zum Ensemble des Landestheaters Tübingen.
Gelegentlich tritt sie auch in TV- und Kinoproduktionen auf und arbeitet als Sprecherin für Arte und 2014 erstmals für das Eclat Festival für Neue Musik in Stuttgart.

## Filmografie (Auswahl)
- 2006: Das wahre Leben, Regie: Alain Gsponer
- 2008: Der Froschkönig (Fernsehfilm), Regie: Franziska Buch
- 2009: Soko Stuttgart (Fernsehserie), Regie: Gero Weinreuter
- 2010: Wohin der Weg mich führt (Fernsehfilm), Regie: Matthias Steurer
- 2011: Heimweg, Regie: Mia Spengler
- 2016: Wer aufgibt ist tot (Fernsehfilm), Regie: Stephan Wagner
- 2019: Johannes Kepler – Genie in chaotischen Zeiten, Regie: Christian Twente

## Theater (Auswahl)

### Seit 2016 Landestheater Tübingen
- Daja in Nathan der Weise, Regie: Christoph Roos
- Vera in Richtfest, Regie: Jan Jochymski
- Frau Marthe in Faust, Regie: Christoph Roos

### 2015–2016 Theater Ulm
- Anne in Black Rider, Regie: Nilufar Münzing

### 2001–2014 Württembergische Landesbühne Esslingen
- Martha in Wer hat Angst vor Virginia Woolf Regie: Peter Dolder
- Titania in Sommernachtstraum Regie: Frank Hellmund
- Ingrid in Peer Gynt, 2003 Salzburger Festspiele/Staatstheater Hannover (Gast), Regie: Hans Kresnik
- Helena in Faust 21, Regie Volker Lösch, Staatstheater Stuttgart (Gast)
- Mutter Courage in Mutter Courage, Regie: Carlos Manuel
- Blanche Dubois in Endstation Sehnsucht, Regie: Alejandro Quintana
- Mathilde von Zahnd in Die Physiker, Regie: Sandrine Hutinet

### 1996–2000 Nationaltheater Mannheim
- Maria Stuart in Maria Stuart, Regie: Bruno Klimek
- Brecht! mit Johann Kresnik

## Hörspiele
- 1989: Matthias Zschokke: Brut – Regie: Jörg Jannings (Hörspiel – RIAS Berlin)